# Massimiliano Maisto
Massimiliano Maisto (* 27. August 1980) ist ein ehemaliger italienischer Radrennfahrer.
Massimiliano Maisto konnte 2003 jeweils eine Etappe beim Giro del Friuli und dem Giro Ciclistico d’Italia für sich entscheiden. Außerdem gewann er das Eintagesrennen Bassano Montegrappa. 2005 war er bei der U23-Austragung der Trofeo Matteotti erfolgreich. 2006 begann er dann bei der italienischen Mannschaft C.B. Immobiliare-Universal Caffè und 2007 fuhr er für das Professional Continental Team OTC Doors-Lauretana. 2007 wurde er Zehnter beim Giro d’Oro und Neunter bei der Rheinland-Pfalz-Rundfahrt. Er gewann 2008 das Eintagesrennen Tour du Jura.

## Erfolge
2003
- eine Etappe Giro del Friuli
- eine Etappe Giro Ciclistico d’Italia

2005
- Trofeo Matteotti (U23)

2008
- Tour du Jura

## Teams
- 2006 C.B. Immobiliare-Universal Caffè
- 2007 OTC Doors-Lauretana
- 2008 NGC Medical-OTC Industria Porte